# Rangierbahnhof Lausanne

Der Rangierbahnhof Lausanne (französisch Lausanne triage) befindet sich auf dem Gebiet der Gemeinden Denges, Echandens und Lonay westlich der Stadt Lausanne im Schweizer Kanton Waadt. Der Rangierbahnhof wird durch SBB Cargo im Auftrag von SBB Infrastruktur betrieben.

## Anlagen

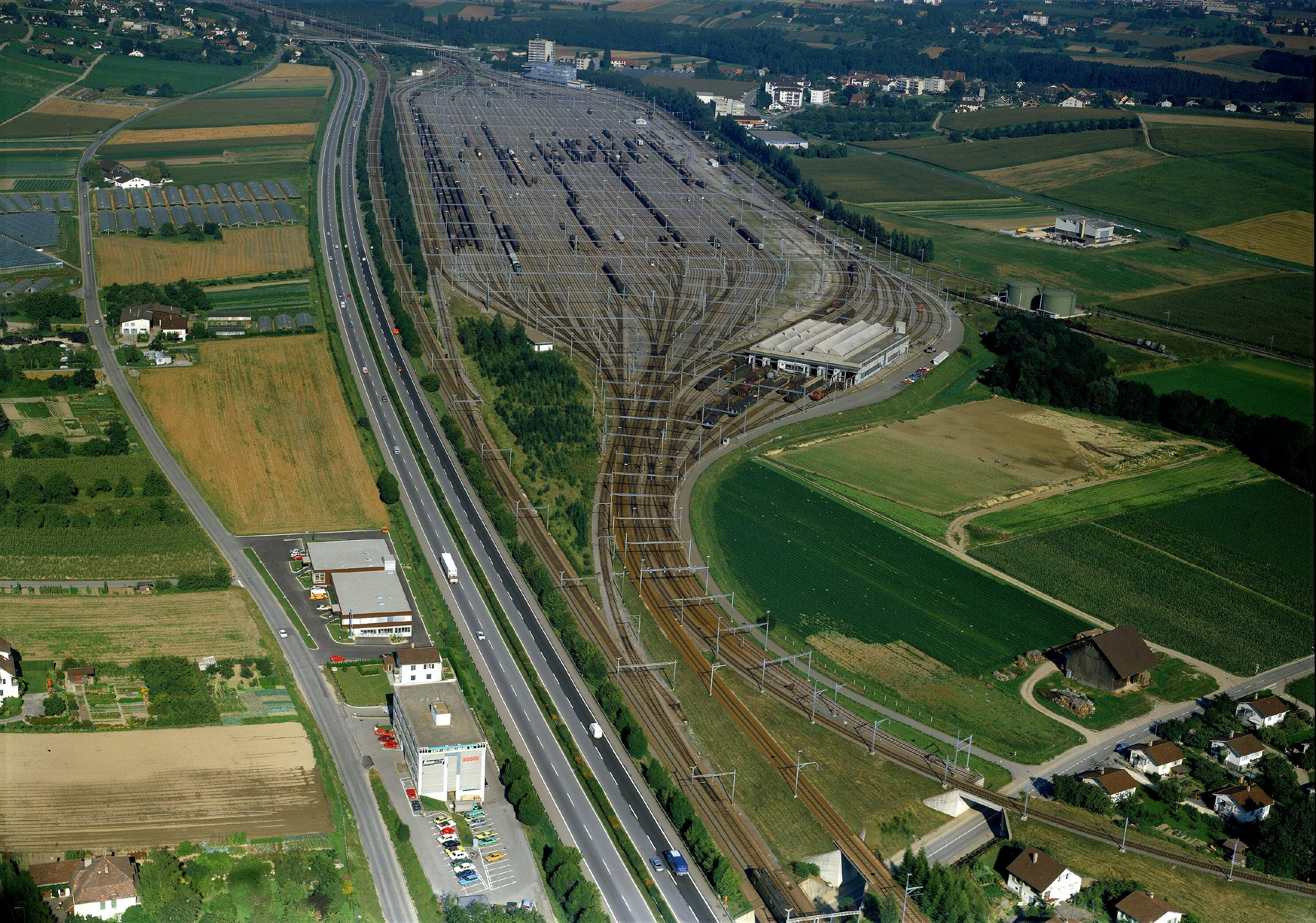
Luftbild, 1980

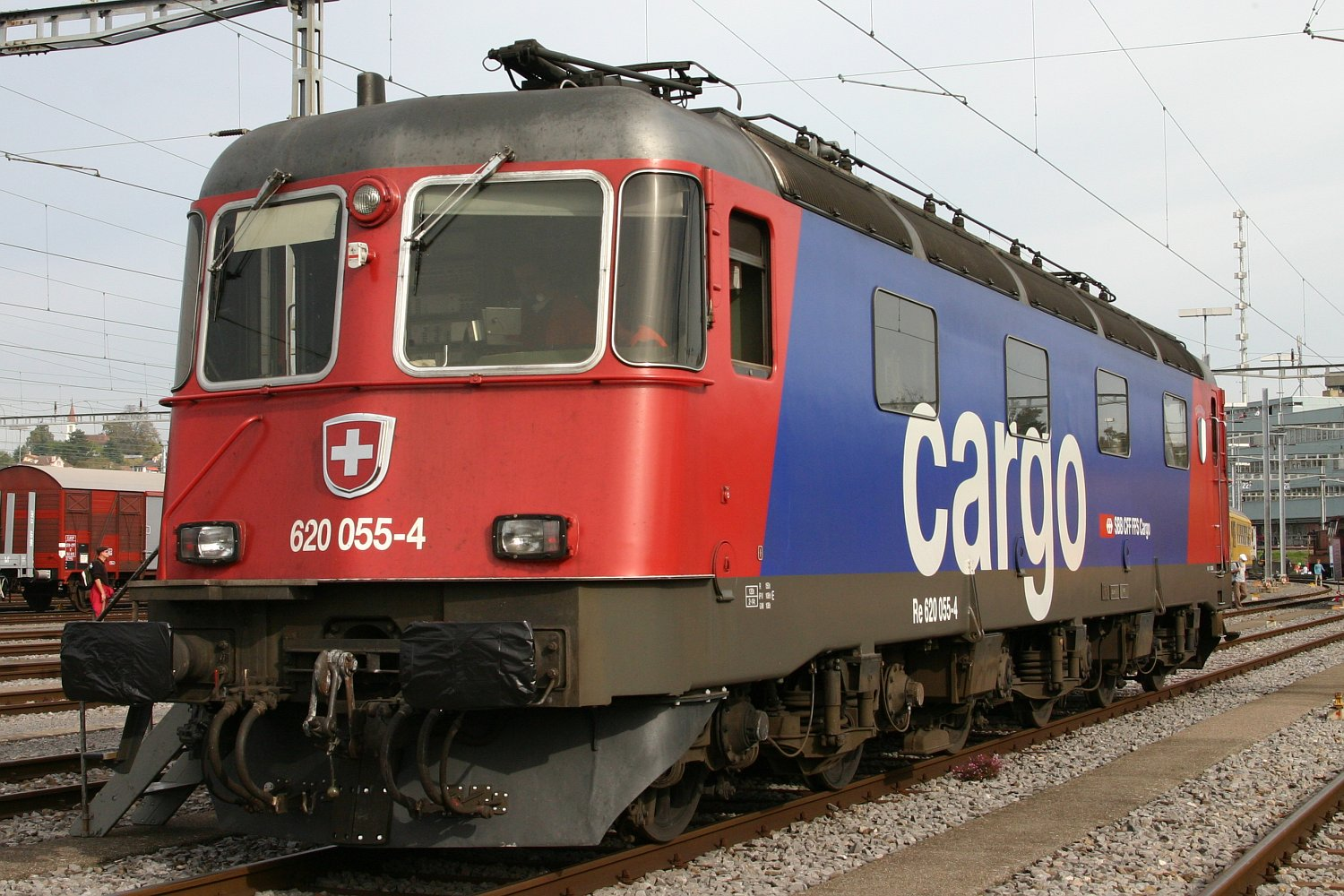
SBB Re 6/6 im Bahnhof, 2007

Nach dem Rangierbahnhof Limmattal bei Zürich handelt es sich um den zweitgrössten Binnenrangierbahnhof in der Schweiz. Nördlich parallel zum Bahnhof verläuft die Bahnstrecke Lausanne–Genf, an der sich der Personenbahnhof Denges-Echandens befindet. Östlich des Bahnhofs Lausanne schliesst die Bahnstrecke nach Bern sowie die Simplonstrecke Richtung Wallis an. In Richtung Norden können am östlichen Ende des Güterbahnhofs die Jurasüdfusslinie Richtung Yverdon-les-Bains und Olten sowie die Simplonstrecke nach Vallorbe erreicht werden. 2006 wurde etwa 20 % des Schweizer Import- und Exportgüterverkehrs dort abgewickelt, insbesondere über Vallorbe und Dardagny nach Frankreich und über Iselle nach Italien.
Bei der Eröffnung 1971 verfügte der Bahnhof über ein Dienstgebäude mit Stellwerk, eine Lochkartenabteilung und Computer sowie eine zentrale Rangierfunkanlage. Auf 75 Hektar wurden 62 km Gleis und 188 Weichen verbaut, dazu 80 Haupt- und Vorsignale sowie 250 Zwergsignale, die weitgehend automatisiert gesteuert und gesichert wurden. Man ging von 2500 Wagen pro Tag aus. Um das Jahr 2012 wurden etwa 1300 Wagen täglich dort rangiert. Die Stromversorgung erfolgte vom Kraftwerk Vernayaz.
Es handelt sich um einen einseitigen Bahnhof, in dem Züge in alle Richtungen in einem gemeinsamen Rangiersystem zerlegt und neu gebildet werden. Die im Osten gelegene Einfahrgruppe für die Annahme der Züge verfügt über 11 Gleise, anschliessend folgt ein Ablaufberg mit zwei Gleisen sowie eine Richtungs- und Ausfahrgruppe mit 38 Gleisen im Westen. Für den Richtungswechsel gibt es eine Wendeschleife. Dazu ist eine Reparaturwerkstatt für beschädigte Güterwagen vorhanden. Der Ablaufberg ist mit zweiteiligen Talbremsen ausgestattet, die Geschwindigkeit der Güterwagen wurde bereits bei der Eröffnung 1971 über Radar erfasst. Etwa 150 Wagen pro Stunde können abgefertigt werden.

## Geschichte

Luftbild von Werner Friedli, 1969

Die ersten Gelder für den Bau des Bahnhofs wurden 1961 genehmigt, die Bauarbeiten begannen im Folgejahr. Die Eingangsgruppe des Bahnhofs wurden bereits während der Expo 64 in Lausanne genutzt, um dort Sonderzüge abstellen zu können. Die offizielle Inbetriebnahme erfolgte erst am 23. Mai 1971, gleichzeitig mit der reaktivierten Verbindungskurve Morges–Bussigny, die als Anschluss an Simplonstrecke und Jurasüdfusslinie dient. Dafür mussten mehrere Viadukte gebaut werden. Dadurch verlor der 1876 in Betrieb genommene, wenige Kilometer östlich gelegene Rangierbahnhof in Renens an Bedeutung. Gemeinsam mit anderen Anfang der 1970er Jahre eröffneten Güterbahnhöfen führte die Eröffnung zu einer deutlichen Kapazitätserweiterung des Schweizer Schienengüterverkehrs. Die Bauzeit betrug 10 Jahre, die Gesamtkosten 150 Millionen Schweizer Franken. 1,2 Millionen Kubikmeter Erdreich mussten bewegt werden. Als Ersatz für die Abholzungen wurden 130.000 junge Bäume gepflanzt.
Seit Eröffnung gibt es Beschwerden über die Lärmbelästigung durch den Bahnhof.
In der Nacht zum 29. Juni 1994 entgleiste ein Zug im Bahnhof und fünf Waggons stürzten um. Ein mit 47 Tonnen Epichlorhydrin gefüllter Waggon platzte auf und etwa 2300 Liter traten aus. Wegen der Explosionsgefahr mussten über 3000 Anwohner evakuiert werden.
Im Rahmen des Ausbaus des Schienenverkehrs STEP 2035 soll insbesondere die Anbindung zum Rangierbahnhof Limmattal verbessert werden.